# Lucas João
Lucas Eduardo Santos João (Luanda, 4 september 1993) is een in Angola geboren Portugees voetballer die doorgaans als aanvaller speelt. Hij tekende in juli 2015 bij Sheffield Wednesday. Enkele maanden later debuteerde hij in het Portugees voetbalelftal.

## Clubcarrière
Lucas João werd geboren in de Angolese hoofdstad Luanda en trok als tiener naar Portugal. In 2011 sloot hij zich aan bij CD Nacional. Tijdens het seizoen 2012/13 werd de aanvaller uitgeleend aan SC Mirandela. Op 15 september 2013 debuteerde hij in de Primeira Liga tegen FC Arouca. In totaal maakte hij zeven doelpunten in zesenveertig competitieduels voor CD Nacional. In 2015 tekende Lucas João een vierjarig contract bij Sheffield Wednesday. Op 8 augustus 2015 debuteerde hij in de Championship tegen Bristol City. Drie dagen later maakte de Portugees zijn eerste doelpunt voor The Owls, in de League Cup tegen Mansfield Town.

## Interlandcarrière
In 2013 maakte Lucas João twee doelpunten in drie interlands voor Portugal –21. Op 6 november 2015 riep Portugees bondscoach Fernando Santos hem voor het eerst op voor de vriendschappelijke interlands tegen Rusland en Luxemburg. Op 14 november debuteerde Lucas João voor Portugal als invaller tegen Rusland. Drie dagen later startte hij in de basiself tegen Luxemburg.